# Jakub Štěpánek
Jakub Štěpánek (* 20. června 1986 Vsetín) je český hokejový brankář a mistr světa v ledním hokeji z Mistrovství světa 2010. Od roku 2021 nastupuje za francouzský klub Brûleurs de Loups de Grenoble. Dále nastupoval za týmy VHK Vsetín (jehož je odchovancem), HC Vítkovice Steel, Sareza Ostrava, SKA Petrohrad, HC Lev Praha, Severstal Čerepovec, SC Bern, HC Lausanne, HC Slovan Bratislava, HC Dynamo Pardubice, HC Frýdek-Místek a HC Oceláři Třinec
V roce 2009 byl nominován na Mistrovství světa. Nominaci zopakoval i o rok později a na MS 2010 slavil zlatou medaili. Bronzovou medaili získal i jako brankářská dvojka na Mistrovství světa 2011 a 2012. Zúčastnil se také Zimních olympijských her 2010.

## Hráčská kariéra
- 2004–05 HC Sareza Ostrava (1. liga)
- 2005–06 HC Sareza Ostrava (1. liga)
- 2006–07 HC Vítkovice Steel (Extraliga), HC Sareza Ostrava (1. liga)
- 2007–08 HC Vítkovice Steel (Extraliga), HC Sareza Ostrava (1. liga)
- 2008–09 HC Vítkovice Steel (Extraliga), HC Poruba (1. liga) - vyhlášen nejlepším nováčkem extraligy
- 2009–10 HC Vítkovice Steel (Extraliga)
- 2010–11 SKA Petrohrad (Rusko) (KHL)
- 2011–12 SKA Petrohrad (Rusko) (KHL)
- 2012–13 SKA Petrohrad (Rusko) (KHL), HC Lev Praha (Česko) (KHL)
- 2013–14 Severstal Čerepovec (Rusko) (KHL)
- 2014–15 Severstal Čerepovec (Rusko) (KHL)
- 2015–16 Severstal Čerepovec (Rusko) (KHL), SC Bern (NLA) (Švýcarsko)
- 2016–17 HC Dynamo Pardubice (Extraliga), Lukko Rauma (Finsko)
- 2017–18 HC Slovan Bratislava (KHL)
- 2017–18 HC Lausanne (NLA) (Švýcarsko)
- 2018–19 HC Slovan Bratislava (KHL)
- 2019–20 HC Dynamo Pardubice, HC Oceláři Třinec (Extraliga), HC Frýdek-Místek (1. liga)
- 2020/2021 HC Oceláři Třinec
- 2021/2022 Brûleurs de Loups de Grenoble (Francie)
- 2022/2023 Brûleurs de Loups de Grenoble (Francie)
- 2023/2024 Brûleurs de Loups de Grenoble (Francie)
- 2024/2025 Brûleurs de Loups de Grenoble (Francie)
- 2025/2026 Brûleurs de Loups de Grenoble (Francie)

## Reprezentace
|                                   | Rok                                            | Celkem | Soupisky                                                            |
| --------------------------------- | ---------------------------------------------- | ------ | ------------------------------------------------------------------- |
| Mistrovství světa v ledním hokeji | MS 2009 6. místo · MS 2010 · MS 2011 · MS 2012 | 4x     | Soupiska MS 2009 Soupiska MS 2010 Soupiska MS 2011 Soupiska MS 2012 |
| Lední hokej na olympijských hrách | ZOH 2010 7. místo                              | 1x     | Soupiska ZOH 2010                                                   |